# Macrogynoplax poranga
Macrogynoplax poranga är en bäcksländeart som beskrevs av Ribeiro och Froehlich 1999. Macrogynoplax poranga ingår i släktet Macrogynoplax och familjen jättebäcksländor. Inga underarter finns listade i Catalogue of Life.